# Elect the Dead
Elect the Dead — дебютний сольний альбом Сержа Танкяна.

## Треки
1. «Empty Walls» — 3:49
2. «The Unthinking Majority» — 3:46
3. «Money» — 3:53
4. «Feed Us» — 4:31
5. «Saving Us» — 4:41
6. «Sky Is Over» — 2:57
7. «Baby» — 3:31
8. «Honking Antelope» — 3:50
9. «Lie Lie Lie» — 3:33
10. «Praise the Lord and Pass the Ammunition» — 4:23
11. «Beethoven's Cunt» — 3:13
12. «Elect the Dead» — 2:54

### Special Edition Bonus Disc
1. «Blue» — 2:45
2. «Empty Walls» (Акустика) — 3:46
3. «Feed Us» (Акустика) — 4:21
4. «Falling Stars» — 3:05

### iTunes Special Edition
1. «The Reverend King» — 2:49 (також з'явився в японському стандартному випуску)
2. «Blue» — 2:45
3. «Falling Stars» — 3:05
4. «Lie Lie Lie» (Музичне відео) (тільки pre-order )